# Klub sześciu kontynentów
Klub sześciu kontynentów, z podtytułem Kawiarenka pod globusem – program popularnonaukowy poświęcony podróżom, emitowany w TVP1 w latach 1969–1988. Program prowadził Ryszard Badowski.
W programie znani podróżnicy i dziennikarze opowiadali o swoich ekspedycjach. Gośćmi Ryszarda Badowskiego byli m.in.: Stanisław Szwarc-Bronikowski, Olgierd Budrewicz, Jerzy Kukuczka, Wanda Rutkiewicz, Leonid Teliga, Tony Halik, Krzysztof Baranowski i Teresa Remiszewska.
W ciągu 19 lat emisji program obejrzało 4,5 miliarda widzów.